# Kobalt(II)oxide
Kobalt(II)oxide (CoO) is een oxide van kobalt. De stof komt voor als een zwart poeder, dat onoplosbaar is in water. Andere vormen, zoals een olijfgroen tot rood-grijs poeder komen ook voor, maar in mindere mate.

## Synthese
Kobalt(II)oxide kan bereid worden door thermolyse van kobalt(II,III)oxide bij 950°C:
{\displaystyle {\ce {2Co3O4 -> 6CoO + O2}}}
In het laboratorium kan het bereid worden door elektrolyse van een waterige oplossing van kobalt(II)chloride:
{\displaystyle {\ce {CoCl2 + H2O -> CoO + H2 + Cl2}}}

## Toepassingen
Kobalt(II)oxide wordt toegepast bij het kleuren van glas en in glazuren van keramiek. De verkregen kleur is diepblauw (kobaltblauw).